# Szászánida művészet

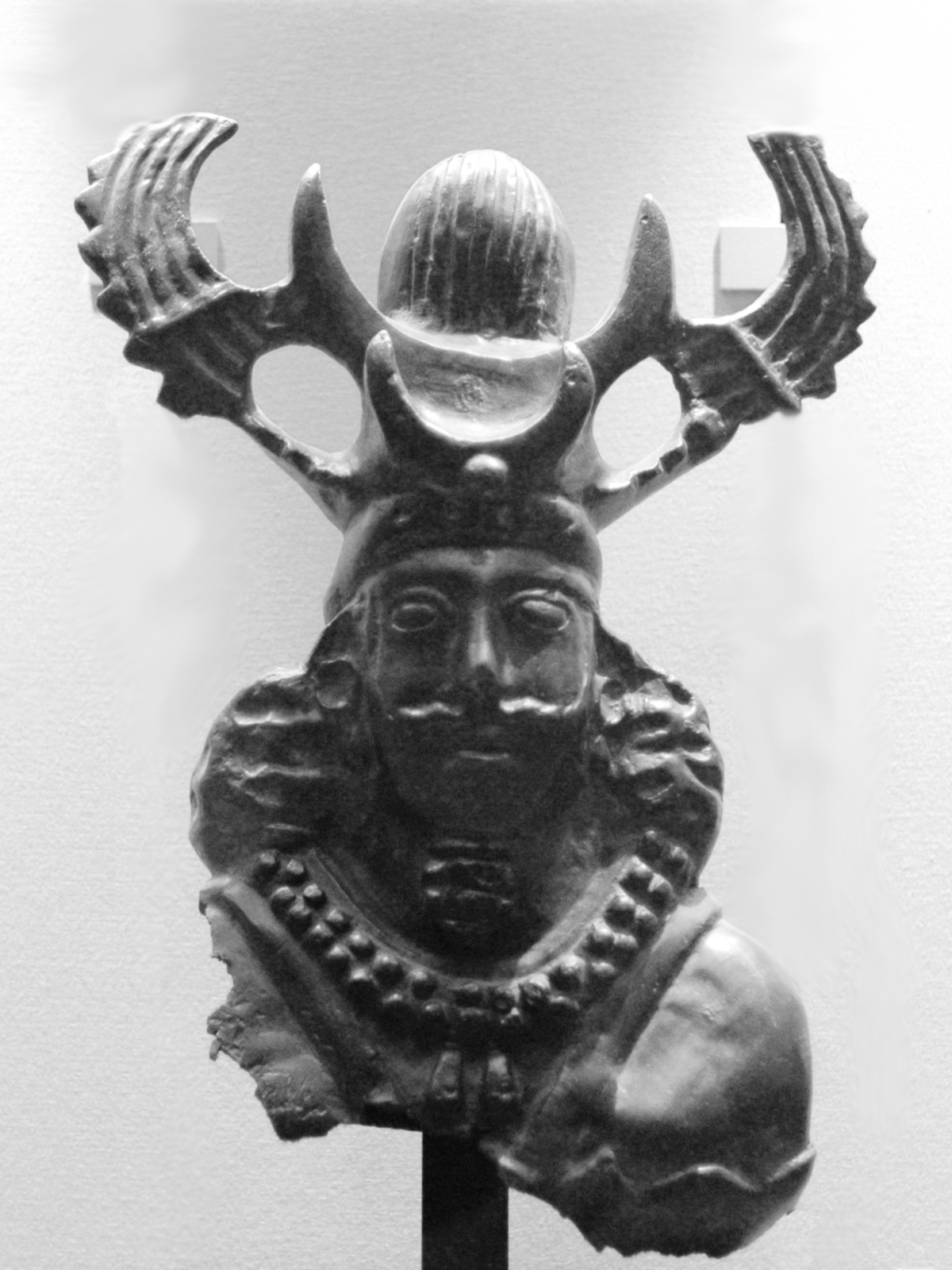
Szászánida király szobra a Louvre-ban, keleties hatásokkal

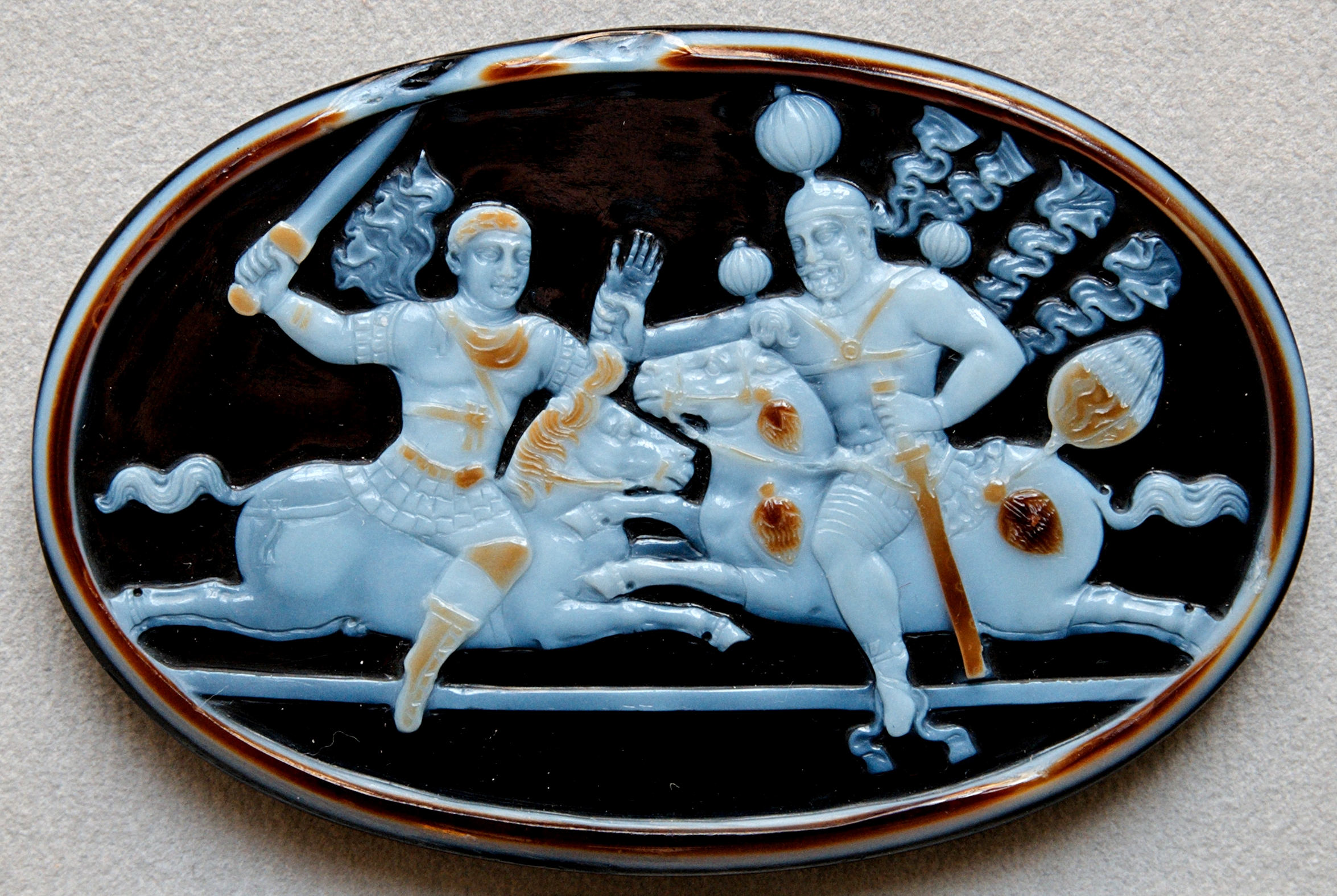
Sápur legyőzi Valerianus császárt (Francia Nemzeti Könyvtár Éremgyűjteménye)

A Szászánidák dinasztiája 224-től 642-ig uralkodott a mai Irán területén az iszlám hódítása előtt, eredetileg Persis (ma Fársz) tartományban. Sajátos udvari művészetet hoztak létre, mely az ókori perzsa művészetből táplálkozott, szemben a hellenisztikus műveltségű pártusokkal. Témáiban és jellegében ezért önálló maradt, bár nem volt mentes a görög-római hatásoktól sem. A Szászánida Birodalmat bár nevezik Újperzsa Birodalomnak is, az újperzsa művészet már az iszlám témaköréhez tartozik.

## Építészet
Főként az uralkodók által emeltetett épületek jelentősek, illetve maradtak fenn: paloták, várak, hidak és tűztemplomok. Palotáik általában két nagyobb részre tagozódnak. A trónteremmel együtt említendő fogadószobákra és a mögöttük lévő lakóhelyiségekre, melyek udvart zártak körül. Ismerték és használták a boltívet és a kupolát. A paloták falait freskókkal borították, gyakran díszítették őket akantuszlevelekkel és más római motívumokkal, de ezekhez keleti motívumokat (ivó szarvas, pávasárkány) kevertek. Jelentős paloták találhatók Firuzabad, Ivan, Karkhah, Sarvistan és Bisápur városokban. Római hatás érvényesül a hidakon is, I. Sápúr például római foglyokkal építtette meg hídját.

## Szobrászat
A legtöbb fennmaradt szobrászmunka dombormű. Témájuk az uralkodó dicsőítése. Vallásos tisztelettel mutatják be az uralkodót, amint a trónon ül, áldozatot mutat be, vendégeit fogadja, családja körében áll az udvar főembereivel. A leghíresebb dombormű I. Sápúr királyt ábrázolja Valerianus római császár legyőzése közben. A legkorábbi emlékek még pártus hatásról tanúskodnak, később I. Sápúr király idejétől kezdve ruhaábrázolás és komponálásmód terén is görög hatás érvényesül. A szászánida művészet utolsó korszakában egyre több keleti hatás érvényesült, ez kissé elmosta eredeti jellegét.

## Fémművesség
Rendkívül fejlett ismereteik voltak fémművesség terén. Ismerték a bizánciaktól származó rekeszzománcot. Arany- és ezüsttárgyaik figurális ábrázolásai is az uralkodót dicsőítik: vadászati és lakomajelenetek. Kedvelték a fényes ékszereket, karpereceik, nyakékeik, fülbevalóik Európa más területéről is előkerültek. Az előkerült gemmákon portrék és történeti események láthatók.

## A szászánidák sziklaművészete
A csaknem fél évezreden át uralkodó pártus arszakidák legyőzésével a szászánidák átvették az Iráni Birodalom irányítását. A győztes csata jeleneteit a firuzabadi sziklafaragásokon örökítették meg. Ezeken I. Ardasír, az első szászánida uralkodó, és fia, I. Sápúr lovagi küzdelemben győzi le az utolsó pártus fejedelmet, IV. Ardavánt. A sziklafrízen a lovagi kopjákkal az ellenfelet a nyeregből kivető szászánidák bennünket, magyarokat, egy gyakran látható jelenetsorra is emlékeztetnek. A Szent László legenda falképciklusán mindig szerepel Szent László király fegyveres harca a leányrabló kunnal.

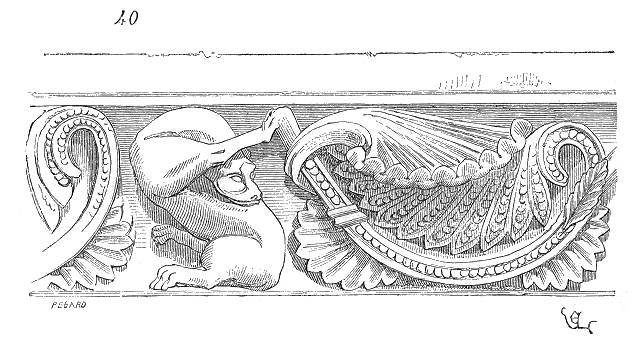
Épületdísz

A szászánidák nemzetsége ismét csaknem egy fél évezreden át uralkodott, és ismét naggyá tette az Iráni Birodalmat. Bisápurban faragták a sziklafalba azt a jelenetet, melyben Ahura Mazdá, az ég ura átnyújtja a fejedelmi diadémot az új iráni királynak, a szászánida dinasztiát a hatalomba juttató I. Ardasírnak. I. Huszrau király csaknem ötven évig uralkodott. A szászánida kori Irán talán az ő ideje alatt érte el fénykorát. Ezüst tálakon, aranyozott háttérrel, trónjelenetben látjuk őt, és ahogyan a magyar király körül is a főurak egy ideig, itt is állnak a kormányzat tagjai.
A Szászánida-dinasztia bukása után művészetük még számos elemében századokig továbbélt. A belső-ázsiai sztyeppei népek díszítőművészete és a kialakuló iszlám művészet is sokat átvett a szászánida művészetből.